# Кехви
Кехви (Чех) (осет. Чъех, груз. კეხვი) — бывшее село в Цхинвальском районе Южной Осетии. Было населено грузинами.

## География
Расположено на правом берегу реки Большая Лиахва. Через село проходит Транскавказская автомагистраль. От Кехви до Цхинвала по Транскаму 7.38 км. Южнее находилось ныне опустевшее село Курта. Восточнее за рекой — также заброшенное село Кемерти. К северу от деревни расположена небольшая гидроэлектростанция. В 2007 году её мощность достигала 1 МегаВатт.

## История и население
Село основано предположительно в конце 15 века.
Леон Юлонвич Багратиони (последний царевич Картли) прибыл в Лиахви и 20 июля издал манифест в селе Кехви, призывая картлийских дворян и осетин присоединиться к антироссийскому восстанию. Леон Юлонович  хорошо знал эти места.  Леон Юлонович Багратиони планировал соединиться с имеретинскими и осетинскими повстанцами под руководством своего двоюродного брата, свергнутого царя Соломона II, затем с помощью турецкой и персидской армий изгнать русских из Грузии. Царевич Леон собрал из осетинских крестьян двухтысячный отряд и осадил крепость Цхинвали и окрестности, но не смог её взять. Осетинские князья и князья Мачабели перешли на сторону Леона. Русские сжигали восставшие села. После отступления от Цхинвали, Леон укрылся среди осетин, проживавших севернее Джавы, и стал готовиться к нападению на русских. В условиях, когда между Турцией и Персией шли активные военные действия, русские отложили карательную операцию против восставших на более благополучное время. Но решили захватить Леона, что и попытались сделать с помощью близких ему людей. Не исключалась и его ликвидация. За поимку Леона было учреждено сначала 500, а затем 2000 рублей, хотя поиски предателя среди местного населения были безуспешны. В сентябре 1810 года русские подразделения под командованием полковника Сталя разбили главные повстанческие отряды в Кехви. Мятежные дома были сожжены, башни осетинских родов были взорваны. Князья Мачабели были арестованы. Русские наказали и участвовавших в восстании грузинских князей. После поражения восстания царевич Леон Юлонович нашел убежище среди осетин в селе Нар, в Двалети на три года. Осенью 1813 года царевич Леон Юлонович в сопровождении трёх осетин решил пробраться в турецкую пограничную провинцию Ахалцихе, хотя знал, что русские перекрыли все дороги. С помощью осетин Леон сумел выбраться из окружения русских, но случайно стал жертвой лезгин, которые захватили его и убили у крепости Гогия в Боржомском ущелье в октябре 1812 года. Смерть Леона разгневала ахалцихского пашу и он распорядился «удавить этих лезгин». Жестоко расправились и с семьями убийц Леона в Дагестане. Останки царевича Леона Юлоновича были преданы земле во владении князей Цицишвили в монастыре св. Николая в Кинцвиси.

### XX век
Село Кехви стало укрупняться и стало более густонаселённым, с основанием Грузинской ССР, В 1930-е годы в селении появились множество осетинских семьей. По переписи населения 1989 года в селе жило 1104 человека, из которых грузины составили 1016 жителя (92 %), осетины — 88 человек (8 %). После изгнания осетинского населения в начале 1990-х годов и переход села под контроль Грузии на период 1992—2008 гг. абсолютное большинство населения составили грузины. 

### XXI век
По переписи 2002 года (проведённой властями Грузии, контролировавшей часть Цхинвальского района на момент проведения переписи) в селе жило 1177 человек, в том числе грузины составили 96 % от всего населения.
21 августа 2005 года в селе была взорвана граната в 30 метрах от блокпоста российских миротворцев; исполняющий обязанности командира грузинского батальона Смешанных сил по поддержанию мира Мамука Курашвили заявил, что выстрел был произведён с гранатомёта с территории, контролируемой осетинской вооруженной группировкой.
Грузинское население было эвакуировано накануне войны в августе 2008 года в собственно Грузию, а их дома под контролем МВД РЮО были впоследствии сожжены. В ходе войны село, согласно отчёту Human Rights Watch, подверглось обстрелу с российской стороны, сообщалось о разрушении местной школы и о минимум трёх погибших. После войны село обезлюдело и перестало существовать, а его территория перешла под контроль властей РЮО.